# Sprawdzian (egzamin)
Sprawdzian – szerokie pojęcie stosowane na określenie różnego typu działań mających na celu weryfikację wiedzy, stanu rzeczy, itp.

## Szkoły podstawowe i średnie
Sprawdzian szkolny jest to zwykle krótsza od klasówki, lecz dłuższa od kartkówki pisemna forma sprawdzenia stanu wiedzy uczniów w tego typu szkołach. Obejmuje przeważnie tylko jedną klasę szkolną i jest pisany przez wszystkich uczniów w tym samym czasie. Sprawdzian różni się od klasówki tym, że jest zwykle znacząco krótszy i jest bardziej nastawiony na sprawdzenie bieżących wiadomości nabytych na ostatnich lekcjach. Forma sprawdzianu może być różna: rozwiązanie zadania, napisanie rozprawki, odpowiedzi na pytania lub uzupełnienie testu. Czasami jednak słowo to może być tożsame ze słowem klasówka.